# Antille Olandesi ai Giochi della XXI Olimpiade
Le Antille Olandesi parteciparono ai Giochi della XXI Olimpiade che si sono svolti a Montréal dal 17 luglio al 1º agosto 1976, con una delegazione di quattro atleti impegnati in due discipline: atletica leggera e judo. Fu la sesta partecipazione di questo paese ai Giochi. Non fu conquistata nessuna medaglia.